# Jaime Duarte
Jaime Duarte Huerta (Lima, Perú, 27 de febrero de 1955) es un exfutbolista peruano. Jugó de defensa y actualmente dirige el departamento de cazatalentos de Alianza Lima.
Su suegro fue el exjugador del Sport Boys en los 50s y a la vez extorero Félix Rivera.

## Trayectoria

### Como futbolista
Sus primeros años los hizo como back central y a partir de la temporada de 1977, por un pedido expreso de Marcos Calderón, como lateral de Alianza Lima. En este equipo obtuvo el bicampeonato nacional peruano en 1977 y 1978 teniendo como compañeros de equipo a Teófilo Cubillas y Hugo Sotil.
También fue campeón con el Deportivo San Agustín ganando el campeonato descentralizado en 1986. Luego emigraría a Venezuela donde jugaría por el Deportivo Italia. Jugó sus últimos años en el Sport Boys como zaguero central siendo pieza importante en el retorno de este club a Primera División.

### Como entrenador
En el año 2001, fue entrenador interino de Alianza Lima e hizo debutar a Jefferson Farfán.

### Como comentarista
También participó como comentarista de Cable Mágico Deportes (CMD), siendo parte de la trasmisión de algunos partidos del torneo local y del programa Versus.
También comentó los partidos de las Clasificación de Conmebol para la Copa Mundial de Fútbol de 2018 trasmitidos por Andina de Televisión (ATV).

## Selección Peruana

### Como futbolista
Ha sido internacional con la Selección de fútbol del Perú y jugó los mundiales de Argentina 1978 y España 1982. Fue en 1977 en las eliminatorias para Argentina 78, que fue conocido por el apodo de chiquillo al ser el jugador más joven de la selección con 21 años, jugando el mundial del 78 con 22 años.

#### Participaciones en Copas del Mundo
| Mundial                        | Sede      | Resultado        |
| ------------------------------ | --------- | ---------------- |
| Copa Mundial de Fútbol de 1978 | Argentina | Cuartos de final |
| Copa Mundial de Fútbol de 1982 | España    | Primera fase     |

### Como entrenador
Ha sido internacional con la Selección de fútbol playa del Perú como su entrenador y fue subcampeón de la Copa Mundial de Fútbol Playa de FIFA en el 2000. Actualmente dirige a Escuela de Fútbol.

#### Participaciones en Copas del Mundo
| Mundial                           | Sede   | Resultado  |
| --------------------------------- | ------ | ---------- |
| Copa Mundial de Fútbol Playa 2000 | Brasil | Subcampeón |

## Clubes

### Como futbolista
| Club             | País      | Año         |
| ---------------- | --------- | ----------- |
| Alianza Lima     | Perú      | 1973 - 1985 |
| San Agustín      | Perú      | 1986 - 1987 |
| Deportivo Italia | Venezuela | 1988 - 1989 |
| Sport Boys       | Perú      | 1989 - 1990 |

### Como entrenador
| Club                                         | País | Año         |
| -------------------------------------------- | ---- | ----------- |
| Selección de fútbol playa del Perú           | Perú | 2000        |
| Alianza Lima                                 | Perú | 2001        |
| Selección femenina de fútbol sub-17 del Perú | Perú | 2010 - 2012 |
| Alianza Lima                                 | Perú | 2020        |

## Palmarés

### Campeonatos nacionales
| Título                    | Club         | País | Año  |
| ------------------------- | ------------ | ---- | ---- |
| Primera División del Perú | Alianza Lima | Perú | 1975 |
| Primera División del Perú | Alianza Lima | Perú | 1977 |
| Primera División del Perú | Alianza Lima | Perú | 1978 |
| Primera División del Perú | San Agustín  | Perú | 1986 |
| Segunda División del Perú | Sport Boys   | Perú | 1989 |

### Torneos zonales
| Título                        | Título                        | Club         | País | Año  |
| ----------------------------- | ----------------------------- | ------------ | ---- | ---- |
| Torneo Interzonal - Grupo "A" | Torneo Interzonal - Grupo "A" | Alianza Lima | Perú | 1977 |
| Torneo Metropolitano          | Torneo Metropolitano          | Alianza Lima | Perú | 1985 |
| Torneo Metropolitano          | Torneo Metropolitano          | San Agustín  | Perú | 1986 |

### Campeonatos internacionales
| Título              | Club                        | País | Año  |
| ------------------- | --------------------------- | ---- | ---- |
| Juegos Bolivarianos | Selección Peruana de Fútbol | Perú | 1973 |
| Copa Simón Bolívar  | Alianza Lima                | Perú | 1976 |

- Datos: Q613626
- Multimedia: Jaime Duarte / Q613626